# ماري كارستن
ماري كارستن (بالنرويجية البوكمول: Marie Karsten)‏ هي مهندسة معمارية نرويجية، ولدت في 12 أبريل 1872 في أوسلو في النرويج، وتوفي بنفس المكان في 1953.